# Иррасабаль, Йонатан
Йоната́н Ирраса́баль (исп. Yonatan Irrazábal Condines; родился 12 февраля 1988 года, Монтевидео) — уругвайский футболист, вратарь.

## Биография

### Клубная карьера
Йонатан Иррасабаль является воспитанником молодёжной академии «Дефенсор Спортинга». На взрослом уровне дебютировал в ходе Апертуры 2008 — первой части чемпионата Уругвая сезона 2008/09. Формально также считается чемпионом Уругвая 2007/2008, однако в том сезоне Йонатан ни разу не выходил на поле.
На протяжении трёх сезонов был дублёром Мартина Сильвы, вратаря сборной Уругвая. В 2010 году вместе с «Дефенсором» выиграл Апертуру. В 2012 и 2013 годах уже в качестве основного вратаря Иррасабаль помогал «фиолетовым» выиграть Клаусуру. Однако все три раза в финалах чемпионата «Дефенсор» уступал чемпионский титул — «Насьоналю» в 2011 и 2012 годах, «Пеньяролю» — в 2013 году.
Постепенно проиграл конкуренцию за место в воротах Мартину Кампанье и в 2016 году был вынужден перейти в «Серро». Дважды подряд по итогам сезона занимал с «Серро» пятое место в чемпионате Уругвая, благодаря чему команда получала путёвку в розыгрыш Южноамериканского кубка. В конце ноября 2018 года было объявлено о переходе Иррасабаля в мексиканский «Тампико Мадеро», выступающий в Ассенсо МХ — втором по уровню дивизионе чемпионата Мексики.
В Мексике уругвайский вратарь выступал не очень удачно — в семи матчах чемпионата он пропустил 18 голов. Во второй половине 2019 года уругваец регулярно был в заявке на матчи «Тампико Мадеро», но на поле не появился ни разу.
В 2020 году вернулся на родину, где присоединился к «Рентистас». До 2020 года лучшим результатом этой команды было третье место в чемпионате Уругвая. С приходом Иррасабаля «красные жуки» сумели выиграть Апертуру, обыграв «Насьональ» 1:0 в дополнительное время «золотого» матча. Иррасабаль совершил в этой игре два очень важных спасения, и был признан одним из героев всего турнира. В итоге «Рентистас» занял второе место по итогам сезона.

### Сборная
В 2004 году Густаво Феррин вызвал Йонатана Иррасабаля на чемпионат Южной Америки для игроков не старше 16 лет. На этом турнире вратарь провёл как минимум один матч — Уругвай уступил Парагваю со счётом 2:3. В 2005 году вместе со сборной Уругвая занял второе на ЧЮА для игроков не старше 17 лет. В том же году он сыграл на чемпионате мира среди юношеских команд в Перу. В 2007 году Иррасабаль занял со сборной третье место на молодёжном чемпионате Южной Америки, а затем провёл две встречи на молодёжном чемпионате мира в Канаде.
В ноябре 2020 года Оскар Вашингтон Табарес вызвал Йонатана Иррасабаля в основную сборную Уругвая на матчи отборочного турнира к ЧМ-2022, однако за национальную команду вратарь пока не дебютировал.

### Личная жизнь
Со своей супругой Валерией познакомился в 2010 году, они женаты с 2015 года. С начала 2010-х годов является вегетарианцем.

## Достижения
- Чемпион Уругвая (1): 2007/2008 (не играл)
- Вице-чемпион Уругвая (4): 2010/11, 2011/12, 2012/13, 2020
- Серебряный призёр чемпионата Южной Америки среди игроков не старше 17 лет (1): 2005